# Adelobotrys fuscescens
Adelobotrys fuscescens är en tvåhjärtbladig växtart som beskrevs av José Jéronimo Triana. Adelobotrys fuscescens ingår i släktet Adelobotrys och familjen Melastomataceae.
Artens utbredningsområde är Colombia. Inga underarter finns listade i Catalogue of Life.